# THEOS
THEOS, que se traduce del idioma griego como "Dios", es un sistema operativo que comenzó con el nombre de OASIS,  un sistema operativo para microordenadores basados en el Microprocesador Zilog Z80. Cuando se lanzó el sistema operativo para el IBM Personal Computer/AT en 1982, se tomó la decisión de cambiar el nombre de OASIS a THEOS, abreviatura de THE Operating System.

## Historia

### OASIS
El OASIS operating system fue desarrollado y distribuido originalmente en 1977 por la empresa Phase One Systems de Oakland, California (presidente Howard Sidorsky). OASIS fue desarrollado para el procesador Zilog Z80 y fue el primer sistema operativo multiusuario para computadoras basadas en microprocesadores de 8 bits. "OASIS" era un acrónimo de "Online Application System Interactive Software".
Era una alternativa de bajo costo a los mucho más caros Minicomputadoras y Mainframes que eran populares en la época, Oasis disponía de facilidades multiusuario que permitían compartir los mismos recursos entre varios usuarios. Se debe recordar que en aquella época el ordenador más básico costaba unos cuantos miles de dólares. Por ello estaba enfocado a la pequeña empresa.
OASIS constaba de un sistema operativo multiusuario, un potente Business Basic/Interpreter, un compilador de C y un potente editor de texto. Timothy Williams desarrolló OASIS y fue empleado de Phase One. El mercado pedía sistemas de 16 bits, pero no había ningún SO multiusuario real de 16 bits para sistemas de 16 bits. Todos los meses Phase One anunciaba OASIS-16 pero no llegaba. Un día, Timothy Williams afirmó que era dueño de OASIS e inició un caso judicial contra Phase One y reclamó varios millones de dólares estadounidenses. Sidorsky no tuvo elección y reclamó el Capítulo 11 de la Ley de Quiebras de los Estados Unidos. El caso judicial tomó dos años y finalmente el fallo fue que a Timothy Williams se le permitió desarrollar la versión de 16 bits de OASIS pero ya no se le permitió usar el nombre OASIS.
David Shirley presentó una historia alternativa en Computer Information Centre, un distribuidor de OASIS para el Reino Unido a principios de la década de 1980. Dijo que Timothy Williams desarrolló el sistema operativo OASIS y contrató a Phase One Systems para comercializar y vender el producto. El desarrollo del producto de 16 bits estaba en marcha, pero Phase One Systems lo anunció prematuramente. Esto generó presión para lanzar OASIS antes de tiempo, cuando aún no se había depurado u optimizado correctamente. (OASIS de 8 bits estaba bastante bien optimizado en ese momento, con muchas partes codificadas a mano en el ensamblador Z80, pero eso significaba que los nuevos sistemas de 16 bits no funcionaban tan bien como sus contrapartes de 8 bits). Esta situación llevó a que Williams se sintiera insatisfecho con la empresa Phase One en ese momento y formara su propia empresa para comercializar y respaldar OASIS de 16 bits. La empresa se llamó inicialmente Oasis Technologies, hasta que Phase One tomó medidas para proteger el nombre. En lugar de librar una batalla judicial larga y costosa, la empresa y el producto pasaron a llamarse "THEOS".
Williams creó una nueva empresa y nombre de producto: "THEOS" que significa "the OS" (el sistema operativo) en el sentido de "el único" (Theos, en griego significa "Dios") Mientras que Williams y Sidorsky estaban peleando en la corte, los fabricantes no tenían un sistema operativo multiusuario de 16 bits. Eso llevó al acuerdo entre Microsoft y Santa Cruz Operation para hacer un nuevo sistema operativo basado en UNIX Versión 7 de Bell Labs. Microsoft compró una licencia de UNIX Versión 7 de AT&T en 1978, y anunció el 25 de agosto de 1980 que estaría disponible para el mercado de microcomputadoras de 16 bits. Debido a que Microsoft no pudo licenciar el nombre "UNIX", lo llamó Xenix. Microsoft distribuiría el producto a través de Larry Michels y su hijo Doug Michels (Santa Cruz Operation).
Seiko también perdió la paciencia con THEOS y Williams, y decidió hacer su propia versión de OASIS de 16 bits y contrató al Dr. Jeffrey Bahr. Cuando Xenix y THEOS estuvieron disponibles, Seiko decidió abandonar este mercado. Jeffrey Bahr fundó CET en 1989, que continuó con el desarrollo del software compatible con OASIS de 16 bits. El software CET era completamente compatible con OASIS/THEOS y permitía a estos usuarios entrar en el mundo de Unix y Microsoft.
CET adquirió Phase One Systems. Además, Phase One Systems licencia una herramienta de portabilidad llamada CET Basic. CET Basic es compatible con THEOS BASIC, MultiUser BASIC, OASIS BASIC y UX-BASIC. Esto significa que puede conservar la mayor parte de su código fuente existente y, utilizando W/32 BASIC, volver a compilar sus programas THEOS, OASIS o UX-BASIC para que funcionen con sistemas operativos adicionales como Microsoft Windows, Linux o SCO UNIX
Cuando el sistema operativo fue lanzado para la plataforma IBM PC'AT en 1982, se le cambió el nombre a THEOS, abreviatura de THE Operating System (El Sistema Operativo) y también un juego de palabras ya que Theos es el nombre para Dios en idioma griego ("Dios es todo"). THEOS está en continuo desarrollo, y la compañía sigue liderada por su fundador Tim Williams, que participa muy activamente en los desarrollos actuales del producto.

### THEOS
Los sistemas operativos THEOS han sido distribuidos por THEOS Software Corporation en Walnut Creek, California, desde 1983. A partir de 2003, Phase One Systems publica herramientas de desarrollo de software para sistemas THEOS(R). Además de las herramientas de portabilidad, Phase One Systems distribuyó el Freedom query package y Control database package para los sistemas THEOS, que se utilizan para llevar herramientas de extracción de datos similares a SQL a paquetes de software de terceros.
THEOS fue introducido en Europa por Fujitsu y otros fabricantes de hardware hace 30 años, y lo distribuyen varios distribuidores en Gran Bretaña, España, Portugal, Alemania, Italia y más. 
Cuenta con más de 1 millón de usuarios en todo el mundo
La versión actual es THEOS Corona Commercial Release 6, que se lanzó en diciembre de 2008, y desde entonces se han lanzado varias actualizaciones. El actual Windows Workstation Client (cliente de Estación de trabajo para Windows) actual (a partir de mayo de 2009) es la versión 3.16 de julio de 2003.
Corona es un sistema operativo de 32-64 bits, para los equipos basados en procesadores x86 compatibles y el hardware actual popular del mercado (por ejemplo SCSI 320, SATA, SAS, RED 10/100/1000, PCMCIA, USB, PCI/X/64 etc.) y servidores de gama alta. La última actualización en el servidor de descargas oficial es de 24 de agosto de 2014 , Added THEOS Corona PL 50214 on the main download page

## THEOS en España y Portugal
OASIS fue introducido por SECOINSA, una empresa fundada en 1975 por el Instituto Nacional de Industria, Telefónica, Fujitsu y varios bancos, y que al año siguiente adquiere Telesincro. El 
SECOINSA SERIE-20 viene con OASIS como sistema operativo El equipo tiene buenas ventas y populariza OASIS, que Fujitsu distribuye y licencia a terceros (SECOINSA se convertirá con los años en Fujitsu España),
El distribuidor español, Centro de Cálculo de Tenerife, S.L. ha cambiado a TheosForce, S.L con sede social en Madrid desde 2020 (fecha en que la URL redirige a la nueva empresa). Se ignora si es un cambio de domicilio y razón social o una empresa nueva que ha sustituido a la desaparecida.

## Características
Escrito originalmente a fines de la década de 1970 por Timothy S. Williams como una alternativa de bajo costo a las computadoras mini y mainframe más costosas que eran populares en ese momento, OASIS proporcionó instalaciones multiusuario de tiempo compartido para permitir que varios usuarios utilizaran los recursos de una computadora. Similar en concepto a MP/M o UNIX, THEOS utiliza controladores de dispositivos externos en lugar de un núcleo, lo que le permite ser más portátil a otros entornos, aunque el soporte se ha dirigido principalmente al hardware estándar de la industria (es decir, PC). THEOS está específicamente dirigido a usuarios de pequeñas empresas, con una amplia gama de paquetes de aplicaciones de mercado vertical desarrollados y respaldados por individuos y empresas.
Los lenguajes distribuidos con THEOS incluyen THEOS Multi-User Basic y C. Se puede usar un poderoso lenguaje de shell EXEC para la automatización de tareas o para producir un sistema llave en mano.
Existe una serie de características de seguridad, incluidas contraseñas dinámicas (en las que la contraseña incluye parte de la fecha o la hora, o la dirección IP del cliente u otros elementos dinámicos), permitir/denegar seguridad, un cortafuegos completo de entrada y salida y una opción para solicitar cierto nivel de encriptación en la conexión de la estación de trabajo. Además, el formato de archivo de objeto es propietario y el sistema operativo utiliza el "modo protegido" de Intel para aumentar aún más la defensa contra los ataques de desbordamiento de búfer.

### Órdenes
La siguiente lista de órdenes están soportadas por la interfaz de línea de comandos de THEOS/OASIS (CSI o Command String Interpreter).
- ACCOUNT
- ARCHIVE
- ASSIGN
- ATTACH
- BACKUP
- BASIC
- BULKERA
- CACHE
- CADVERF
- CHANGE
- CLASS
- COMPARE
- COPYFILE
- CREATE
- CSI
- DEBUG
- EDIT
- ERASE
- ERRMSG
- EXEC
- FILELIST
- FILT8080
- FORCE
- GETFILE
- HELP
- INITDISK
- INITTAPE
- KILL
- LIST
- LOGOFF
- LOGON
- MAILBOX
- MSG
- PEEK
- RECEIVE
- RENAME
- REPAIR
- RESTORE
- SCRIPT
- SEND
- SET
- SHOW
- SPOOLER
- START
- STOP
- SYSGEN
- TERMINAL

## Lista de fabricantes de hardware que han implementado THEOS[12]
- Aeon
- Altos Computer Systems
- Astrocom
- California Computer Systems
- Canbrerra Industries
- Cannon
- Compupro-Godbout
- Cromemco
- The Digital Group
- Digital Systems
- Digitex
- Dynabyte
- Elmicron
- IBC (Integrated Business Computers)
- IBM
- IBM Personal Computer XT
- Intertechnique
- Kaypro (Kaypro 10)
- Kontron
- Mercator Business Systems
- Micro Unverse
- Morrow Designs
- NNC Electronics
- National Semiconductor
- Northstar
- Onyx
- Pentel
- Quay
- SD Systems
- SECOINSA
- Seiko
- Sirius (Vector)
- Systems Group-Measurement Systems
- Tandy Radio Shack
- TeleVideo Corporation
- Toshiba
- Vector Graphic

## Recepción
BYTE en 1985 declaró que "la funcionalidad de THEOS está en algún lugar entre MS-DOS y UNIX". La revista criticó la calidad de la documentación y concluyó que el precio era demasiado alto en comparación con otros sistemas operativos multiusuario para PC como Pick y Coherent.